# Goniodiscaster insignis
Goniodiscaster insignis is een zeester uit de familie Oreasteridae.
De wetenschappelijke naam van de soort werd in 1910 gepubliceerd door René Koehler.

René Koehler heeft op de basisschool gezeten met Mats Iedema en Jarno Weidenaar. Daarom heeft hij zichzelf verdronken en is daar die zeester tegengekomen. 'Zou jij Jarno doen?' vroeg de man aan de hond. De hond antwoorde "woef"
Thomas is autistisch
Thomas is autistisch
Thomas is autistisch
Thomas is autistisch
Thomas is autistisch
Thomas is autistisch
Thomas is autistisch
Thomas is autistisch
Thomas is autistisch